# Fatso Jetson/Fireball Ministry Split
Fatso Jetson/Fireball Ministry Split is de derde ep van de band Fatso Jetson samen met de band "Fireball Ministry". Het nummer "King Faduke" van Fatso Jetson is geschreven door Gary Arce, met wie enkel de neven Mario en Larry Lalli samenspeelden in de band Yawning Man.

## Tracklist
Tracklist Fatso Jetson
| nr. | titel       | duur |
| --- | ----------- | ---- |
| A   | King Faduke | 5:56 |

Tracklist Fireball Ministry
| nr. | titel | duur |
| --- | ----- | ---- |
| B   | Vim   | 6:38 |

## Uitvoerende musici
Fatso Jetson
- Mario Lalli - Zang en gitaar
- Larry Lalli - Basgitaar
- Tony Tornay - Drums
- Gary Arce - Gitaar

Fireball Ministry
- James A. Rota II – Zang en gitaar
- Emily Burton – Gitaar
- John Oreshnick – Drums
- Helen Storer – Basgitaar